# Chaldeeuws-Katholieke Kerk
De Chaldeeuws-Katholieke Kerk (Syrisch: ܥܕܬܐ ܟܠܕܝܬܐ ܩܬܘܠܝܩܝܬܐ, ʿīdtha kaldetha qāthuliqetha; Arabisch: الكنيسة الكلدانية, al-kanīsä 'l-kaldāniyyä; Latijn: Ecclesia Chaldaeorum Catholica) behoort tot de oosters-katholieke kerken. Ze vindt haar oorsprong in de Oude Kerk van het Oosten en volgt de Chaldeeuwse ritus. De liturgische taal is Arabisch en Aramees. Deze kerk gebruikt de gregoriaanse kalender.

## Ontstaansgeschiedenis
In 1552 koos een groep nestoriaanse christenen Johannes Sullaqa, een kloosteroverste, tot patriarch. Alzo keerden ze zich af van Simon IX Denkha, de regerende nestoriaanse patriarch. De reden daartoe was dat zij niet akkoord gingen met het beginsel van de erfelijke overdracht van het patriarchaat.
Sullaqa begaf zich naar Rome en sloot zich aan bij de leer van de Katholieke Kerk. Hij was de eerste van een reeks patriarchen die door Rome erkend werden. De Chaldeeuwse christenen behielden hun eigen liturgie, maar verlieten de theorieën van Nestorius.
Gaandeweg sloot een groot deel van de Assyrisch-Apostolische gemeenschap zich aan bij de Katholieke Kerk. Tegenwoordig is de Chaldeeuwse Kerk in Irak groter dan de oorspronkelijke Kerk van het Oosten.
Vanaf het begin had de Chaldeeuwse Kerk vooral aanhang in de gebieden waar de christenen naast het oorspronkelijke Syrisch/Assyrisch ook Arabisch spraken en dat weerspiegelt zich in de situatie van vandaag.

## Huidige situatie
De huidige patriarch is Louis Raphaël I Sako, patriarch van Bagdad van de Chaldeeërs (sinds 2013). Het patriarchaat is gevestigd in Bagdad. De naam van het patriarchaat luidde tot 19 februari 2022 patriarchaat van Babylon van de Chaldeeërs.
De kerk telt in totaal ongeveer 1,5 miljoen gelovigen. Het merendeel van de Chaldeeërs woont in Irak en in de Verenigde staten. In Irak zijn vijf aartsbisdommen en vijf bisdommen.
De rest van Chaldeeuwse christenen woont in de diaspora onder meer in Iran, Syrië, Libanon, Egypte, Turkije, de Verenigde Staten, Europa, Canada en Australië.
Er zijn drie aartsbisdommen in Iran, één in Syrië, één bisdom in Libanon, één in Egypte, één aartsbisdom in Turkije, twee bisdommen in de Verenigde Staten en één bisdom in Australië.

### Indeling
- Chaldeeuws-Katholiek Patriarchaat van Bagdad
  - Metropolitane Aartsbisdommen:
    - Chaldeeuws-Katholiek Metropolitaan Aartsbisdom van Bagdad
    - Chaldeeuws-Katholiek Metropolitaan Aartsbisdom van Kirkoek
    - Chaldeeuws-Katholiek Metropolitaan Aartsbisdom van Teheran
    - Chaldeeuws-Katholiek Metropolitaan Aartsbisdom van Urmia

  - Aartsbisdommen:
    - Chaldeeuws-Katholiek Aartsbisdom van Ahvaz
    - Chaldeeuws-Katholiek Aartsbisdom van Basra
    - Chaldeeuws-Katholiek Aartsbisdom van Diyarbakır
    - Chaldeeuws-Katholiek Aartsbisdom van Erbil
    - Chaldeeuws-Katholiek Aartsbisdom van Mosoel

  - Eparchiën:
    - Chaldeeuws-Katholieke Eparchie van Aleppo
    - Chaldeeuws-Katholieke Eparchie van Alqosh
    - Chaldeeuws-Katholieke Eparchie van Amediye en Zakho
    - Chaldeeuws-Katholieke Eparchie van Akre
    - Chaldeeuws-Katholieke Eparchie van Beiroet
    - Chaldeeuws-Katholieke Eparchie van Caïro
    - Chaldeeuws-Katholieke Eparchie van Sint Petrus de Apostel van San Diego
    - Chaldeeuws-Katholieke Eparchie van Sint Thomas de Apostel van Detroit
    - Chaldeeuws-Katholieke Eparchie van Mar Addai van Toronto
    - Chaldeeuws-Katholieke Eparchie van Sint Thomas de Apostel van Sydney
    - Chaldeeuws-Katholieke Eparchie van Salmas
    - Chaldeeuws-Katholieke Eparchie van Suleimaniya

  - Territoria:
    - Chaldeeuws-Katholiek Territorium afhankelijk van de Patriarch van Jeruzalem
    - Chaldeeuws-Katholiek Territorium afhankelijk van de Patriarch van Jordanië

## Chaldeeuwse christenen in België
In Mechelen, Antwerpen, Luik, Brussel en Wachtebeke zijn er Assyro-Chaldeeuwse gemeenschappen. Ze werden over België verspreid als gevolg van de eerste spreidingsplannen (1985). De Assyro-Chaldeeërs spreken Sureth.